# Bernd H. Niehaus Quesada
Bernd H. Niehaus Quesada (San José, 14 de abril de 1941) es un jurista costarricense.

## Datos personales y estudios
Nació en San José, el 14 de abril de 1941. Sus padres fueron Hans Niehaus Ahrens y Fanny Quesada Córdoba. Casó con Gabriela Meinert Daeweritz. Es padre de dos hijos, Jens y Dirk Niehaus Meinert.
Cursó estudios en el Colegio Seminario en San José, Costa Rica. Se graduó de abogado en la Universidad de Costa Rica y cursó estudios de Economía y Ciencias Políticas en Alemania. Se doctoró en Derecho Internacional en la Universidad de Estrasburgo, Francia.

## Cargos públicos
Fue Agregado Cultural de la Embajada de Costa Rica en la República Federal de Alemania de 1963 a 1966, Viceministro de Relaciones Exteriores y Culto de 1978 a 1980, Ministro de Relaciones Exteriores y Culto de 1980 a 1982 y de 1990 a 1994 y Embajador de Costa Rica en las Naciones Unidas de 1998 a 2002. De 2002 a 2010 fue Embajador de Costa Rica en Alemania. 

## Otras actividades
Fue candidato a la Secretaría General de la OEA en 1994, sin embargo  el cargo fue otorgado al colombiano César Gaviria. Fue miembro de la Comisión de Derecho Internacional de las Naciones Unidas durante el periodo 2002-2016. Ha sido profesor de Derecho Internacional Público y Privado en varias universidades costarricenses.